# (19171) 1991 FS
(19171) 1991 FS est un astéroïde de la ceinture principale découvert en 1991.

## Description
(19171) 1991 FS a été découvert le 17 mars 1991 à l'observatoire de Fujieda Shizuoka (Japon) par Hitoshi Shiozawa et Minoru Kizawa.

### Caractéristiques orbitales
L'orbite de cet astéroïde est caractérisée par un demi-grand axe de 2,31 UA, un périhélie de 1,91 UA, une excentricité de 0,18 et une inclinaison de 4,79° par rapport à l'écliptique. Du fait de ces caractéristiques, à savoir un demi-grand axe compris entre 2 et 3,2 UA et un périhélie supérieur à 1,666 UA, il est classé, selon la JPL Small-Body Database, comme objet de la ceinture principale.

### Caractéristiques physiques
(19171) 1991 FS a une magnitude absolue (H) de 14,9 et un albédo estimé à 0,077.